# Max Schoop (Maler)

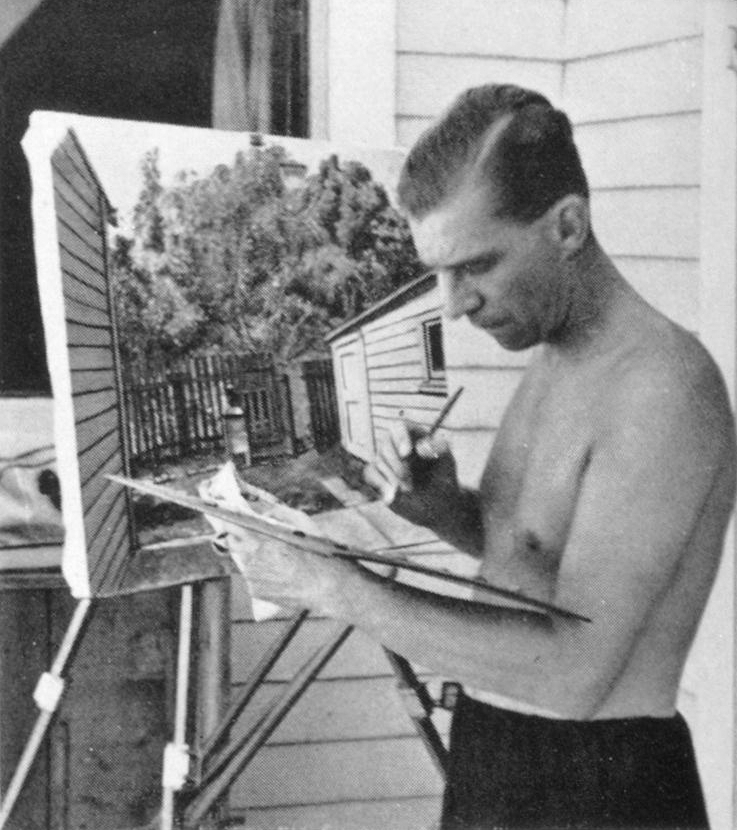
Max Schoop vor der Staffelei, 1957.

Max Schoop (* 13. Februar 1902 in Zürich; † 29. November 1984 in Van Nuys, Los Angeles) war ein Schweizer Maler und Grafiker. 
Er arbeitete in Zürich, Lugano und Hamburg als angestellter Grafiker und als freier Maler. 1940 wanderte er nach Los Angeles aus, wo er weiterhin als Maler arbeitete und zum Broterwerb zusammen mit seiner Frau Trude Berliner eine Farm verwaltete. 

## Leben und Wirken

### Herkunft
Max Schoop wurde am 13. Februar 1902 in Zürich als ältestes Kind von Friedrich Maximilian Schoop (1871–1924) und Emma Olga Schoop geb. Böppli (1873–1959) geboren. Max entstammte väterlicherseits einer Familie von Gelehrten, Professoren und Lehrern, sein Grossvater Ulrich Schoop (1830–1911) war Lehrer an der Kunstgewerbeschule in Zürich. Max’ Vater war Redakteur, unter anderem bei der Zürcher Post, und Präsident des Grand Hotel Dolder und, wie Pauls Schwester Trudi berichtet, ein angesehener und geschätzter Mann in Zürcher Intellektuellenkreisen. Max’ freidenkende und unkonventionelle Mutter stammte von «toggenburgischen Wunderdoktoren» ab und war eine warmherzige Frau mit einem unersättlichen Freiheits- und Lebensdrang. Die Familie wohnte am Zürichberg.
Max war das älteste von vier Kindern. Seine jüngeren Geschwister waren die Tänzerin Trudi Schoop (1903–1999), die Kabarettistin und Bildhauerin Hedi Schoop (1906–1995) und der Komponist Paul Schoop (1909–1976). Die Kinder wurden in einer freien und ungezwungenen Atmosphäre grossgezogen, und die Eltern förderten die künstlerische Entwicklung ihrer Kinder, die alle künstlerische Berufe ergriffen.

### Ausbildung
Max Schoop studierte 1918/1919 Malerei und Zeichnen an der Kunstgewerbeschule in Zürich, an der auch sein Großvater Ulrich Schoop lehrte. Ebenfalls Lehrer an der Kunstgewerbeschule war der Schweizer Maler Willy Hummel, der dem französischen Impressionismus nahestand und für Max Schoop «ein kultivierter Führer zur Welt der Farben» wurde. Er setzte seine Studien bei dem Lithographen Johann Edwin Wolfensberger in der Graphischen Anstalt Wolfensberger in Zürich fort und 1921/1922 an der Kunstakademie in Karlsruhe.

### Berufsleben

#### Europa
Von 1923 bis 1928 war Max Schoop als Reklamezeichner in Zürich angestellt. Ab 1928 arbeitete er als Maler in Lugano, dann fünf Jahre in Hamburg. Während dieser Zeit malte er an der Nordsee Bilder im Stil von Frans Masereel und George Grosz. 1936 kehrte Schoop nach Zürich zurück, wo er 1937 an einer Kollektivausstellung in der «Galerie Aktuaryus» teilnahm. Anfang der 1930er Jahre entwarf er die Kostüme für die von seiner Schwester Trudi Schoop erfundene und getanzte Pantomime Fridolin, mit der sie als Neuling 1932 bei einem Choreographiewettbewerb in Paris den zweiten Preis gewann.

#### USA
Emigration

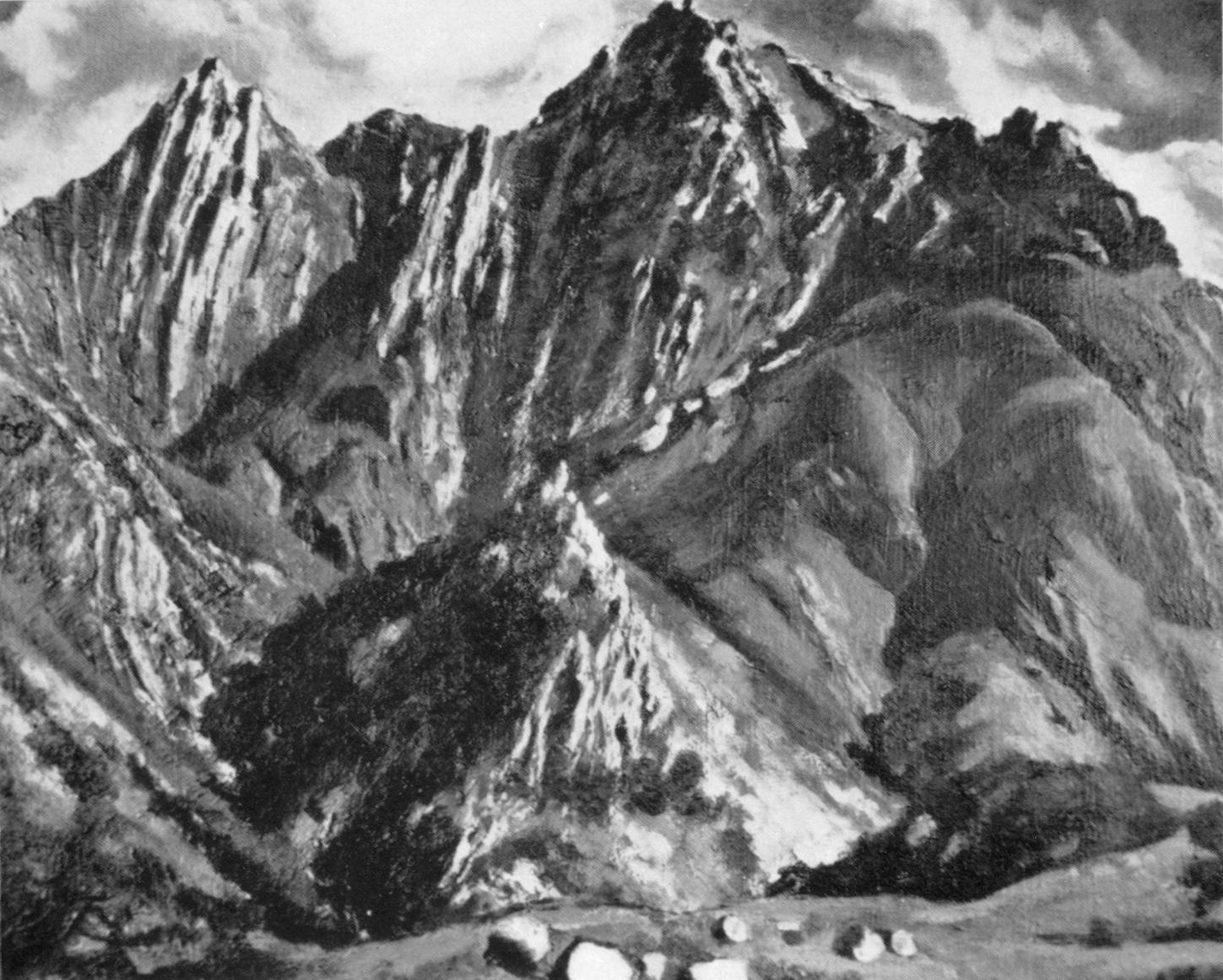
Kalifornische Bergimpression, Farbgemälde von Max Schoop

1933 war Max’ Schwester Hedi Schoop mit ihrem jüdischen Mann Friedrich Hollaender aus Deutschland geflohen und in die USA emigriert. Ihre Mutter und ihre Brüder Max und Paul folgten ihr um 1939 in die «freiwillige Emigration» (als Schweizer Staatsbürger waren sie nicht durch die Nationalsozialisten gefährdet), so dass die «wie eine Klette zusammenhaltende Familie» spätestens 1940 fast komplett wieder in Los Angeles vereint war (Trudi Schoop gesellte sich erst nach dem Tod ihres Mannes 1951 wieder zur Familie). Zum Zeitpunkt der Volkszählung 1940 wohnten die Mutter und ihre beiden noch unverheirateten Söhne Max und Paul gemeinsam in einer Mietwohnung in Los Angeles, 8764 Lookout Mountain Drive, in den Hollywood Hills.
Malerei
Über Max Schoops künstlerische Arbeit in Kalifornien schrieb 1958 der Schweizer Schriftsteller Carl Seelig: «Die Vereinigten Staaten ... versucht er ganz unpathetisch und mit frischen Augen zu gestalten – nicht als ein Europäer, sondern als ein mit der Natur tiefverbundener, aber den Einbruch der Zivilisationserscheinungen nicht leugnender Künstler unserer Zeit. Den harten Steinstädten mit ihren nackten Neonlichtern und rasenden Autobahnen stellt er ebenso harte Landschaften gegenüber. Er will ein Porträtist der Wirklichkeit sein und ist es auch.»
Broterwerb
In den 1940er Jahren heiratete Max Schoop die Schauspielerin und Kabarettistin Trude Berliner (1903–1977). Es ist nicht bekannt, ob aus der Ehe Kinder hervorgingen. Trude Berliner arbeitete zur Subsistenzsicherung zeitweise als Keramikmalerin in der Fabrik von Hedi Schoop, einer der beiden Schwestern ihres Mannes, die schon seit 1934 in Los Angeles lebte. In den 1950er Jahren bewirtschaftete Max Schoop neun Jahre lang mit seiner Frau zusammen die Dos Parlmas Ranch, die Baumwoll- und Dattelpalmenfarm des Schauspielers Ray Morgan, die in der kalifornischen Wüste bei San Diego nahe der mexikanischen Grenze lag.
Lebensabend
Max Schoops Frau starb 1977 im Alter von 73 Jahren. Er überlebte sie um sieben Jahre und starb am 29. November 1984 im Alter von 82 Jahren in Van Nuys, Los Angeles. Er wurde wunschgemäss eingeäschert, ein Grab existiert nicht.

### Leben und Werk
- Carl Seelig: Originelle Gestalten der Familie Schoop. In: Thurgauer Jahrbuch, 33. Jahrgang, 1958, Seite 106 (Foto), 109–110. (e-periodica)
- Schoop, Max (1902). In: Hans Vollmer (Hrsg.): Allgemeines Lexikon der bildenden Künstler des XX. Jahrhunderts. Band 4: Q–U. E. A. Seemann, Leipzig 1958, S. 215 (Textarchiv – Internet Archive – Leseprobe).